# José Antonio Quintero Oliveros
Pour les articles homonymes, voir Oliveros.
José Antonio Quintero Oliveros (Barquisimeto, Lara, 17 mars de 1988) est un publiciste, ancien  arbitre de football  professionnel et dirigeant sportif. Actuellement, il est vice-président de la Fédération vénézuélienne de football (FVF) .

## Éducation
Il possède un diplôme de technicien supérieur en publicité et marketing de l'Universidad Tecnológica de Sucre à Barquisimeto et un autre d'études supérieures en commerce et administration du football de l'Universidad Centroccidental Lisandro Alvarado, dans la même ville.
En 2019 il reçoit un diplôme de troisième cycle en administration et gestion du football de l'Institut Johan Cruyff (Barcelone, l'Espagne).
En 2021, il obtient un diplômé en Gérance Sportive de la FIFA CIES.

## Carrière
Il commence sa carrière dans le football en 2006 en tant qu'arbitre, passant des catégories régionales du football vénézuélien à la Première Division, où il exercé des fonctions de juge de ligne jusqu'à sa retraite en 2009.
Cette année-là, il rejoint le Club Sportif Lara, une équipe professionnelle vénézuélienne, occupant le poste de gérent sportif. Pendant son mandat, l'équipe parvient à se classer à plusieurs reprises pour la Coupe Libertadores et la Coupe Sudamericana.
Pendant son mandat, l'équipe parvient à se classer à plusieurs reprises pour la 

### Fédération vénézuélienne de football
De 2011 à 2016, il est coordinateur des équipes nationales des catégories U15, U17 et U19. En 2016, sous la direction de Rafael Dudamel, il devient membre du staff de la Vinotinto en tant que coordinateur général, poste qu’il occupe jusqu’en 2020.
Faisant partie de la sélection de l’équipe nationale des U17, il obtient en 2013 le Mandat de Francisco de Miranda de première classe et la décoration Juan Guillermo Iribarren,. Membre du staff de l’équipe nationale des U20, il est présent lorsque Vinotinto en 2017 en Corée,.
En 2021, il se présente aux élections du conseil d’administration de la Fédération vénézuélienne de football au sein de la liste Somos Vino Tinto. Lors des élections du 28 mai, cette liste, dirigée par Jorge Giménez, remporte la victoire avec 57 voix contre les 34 obtenues par Evolución Vinotinto, de Jorge Silva.
Par conséquent, Somos Vinotinto parvient à être élue pour diriger l’association vénézuélienne de football jusqu'en 2025. À partir de ce moment, Quintero occupe le poste de deuxième vice-président du groupement.